# The Things We Love

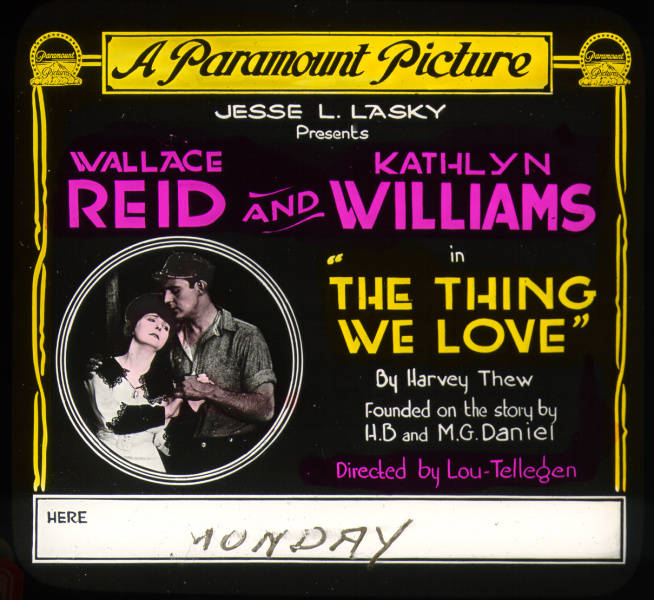
Affiche du film "The Things We Love"

The Things We Love est un film muet américain réalisé par Lou Tellegen et sorti en 1918.

## Fiche technique
- Réalisation : Lou Tellegen
- Scénario : Harvey F. Thew, d'après une histoire de H.B. Daniel et M.G. Daniel
- Date de sortie : 
  - États-Unis : 11 février 1918

## Distribution
- Wallace Reid : Rodney Sheridan
- Kathlyn Williams : Margaret Kenwood
- Tully Marshall : Henry D. Kenwood
- Mayme Kelso : Mme Kenwood
- Charles Ogle : Adolph Weimer
- William Elmer : l'agent de Kenwood